# Antonio Montanino
Antonio Montanino (San Zeno Naviglio, 1592 circa – Brescia, 1685 circa) è stato uno scultore italiano.

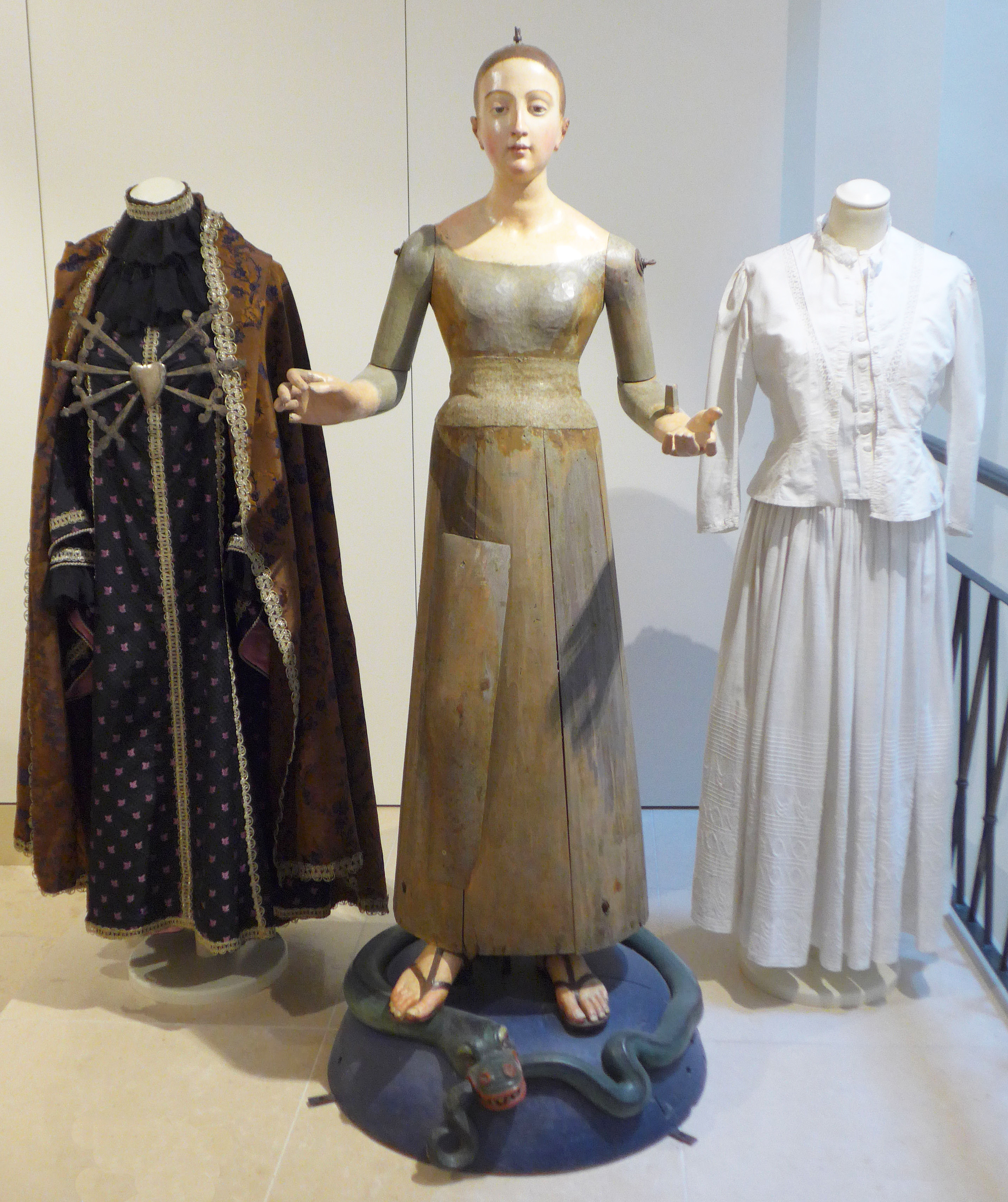
Antonio Montanino (ambito), Madonna Immacolata, legno scolpito e dipinto, XVII secolo, MAST Castel Goffredo.

Antonio Montanino era uno scultore bresciano, attivo in città e provincia.

## Opere
- Ancona, cappella di San Carlo in San Faustino, 1624, Chiari
- Crocefisso, santuario della Stella, 1644, Gussago, Cellatica, San Vigilio
- Ancona, altare maggiore di Grignaghe, 1652
- Statua della Madonna di Loreto, chiesa della Carità, 1655, Brescia
- Confessionali, chiesa di San Gaetano, 1663, Brescia
- Armadi, sagrestia chiesa di Sant'Eufemia, 1663, Brescia
- Ancona, altare maggiore, Santuario della Madonna del Pianto, 1667 (commissione), Ono Degno di Pertica Bassa;[3]
- Altare, sagrestia del santuario delle Grazie, Brescia